# 에이메이 고등학교
에이메이 고등학교(일본어: 英明高等學校)는 일본 가가와현 다카마쓰시에 위치한 사립 남녀공학 고등학교다. 에이메이 고등학교는 교육법인 가가와현 아이젠 가쿠엔이 1917년 설립됐다.
학교의 좌우명은 독립(主), 책임(責任), 예의(礼儀)이다.

## 연혁
- 1917년 4월 - 아키요시 고등학교 개교
- 1945년 6월 - 사이토 오타케시 교장 취임.
- 1945년 7월- 다카마쓰 공습에 의한 학교 전체 파괴
- 1948년 4월 - 새로운 교육 제도에 따라 고등학교로 재건되어 개교
- 1965년 4월 - 니시모토 공개 교장 취임.
- 1968년 4월 - 에이메이 고등학교에 음악과 설치
- 1968년 11월 - 창립 50주년 기념식 진행
- 1973년 4월 - 나카무라 이치로 교장 취임
- 1977년 11월 - 창립 60주년 기념식 진행
- 1983년 4월 - 카타야마 노부요시 교장 취임
- 1985년 3월 - 본관 건물 완성
- 1987년 10월 - 창립 70주년 기념식 진행
- 1993년 4월 - 도이 이치로 교장 취임
- 1996년 4월 - 컴퓨터 교실 준공, 전관 냉방 시스템 설치
- 1997년 11월 - 창립 80주년 기념식 진행
- 2000년 3월 - 새 체육관 준공
- 2004년 - 에이메이 고등학교 폐교

## 과목
에이메이 고등학교는 4종류의 반이 있는데 특별 상급반, 상급반, 정보 기술반 (IT반), 일반반으로 나누어진다. 상급반은 특별 상급반과 상급반으로 다시 편성된다. 네 종류의 반은 다른 수업을 듣는다.

## 역사
에이메이 고등학교는 1917년 메이젠 여고(美建女高等學校)로 설립되었다. 제2차 세계대전이 거의 끝나갈 무렵, 다카마쓰에 대한 공습으로 1945년 7월 4일 아침에 학교가 파괴되었다. 1948년 4월 새로운 교육 제도에 따라 고등학교로 재건되어 개교하였으며, 메이젠 고등학교(明建高等學校, 가가와켄 마이젠 고토각코)라는 명칭을 채택하였다. 2001년 4월 에이메이 고등학교는 남녀공학이 되었고 현재의 이름으로 명칭을 바꾸었다.
메이젠 가쿠엔 법인은 앞서 같은 캠퍼스에 중학교와 가고와켄 메이젠 중학교를 운영했다. 마이젠 중학교(美建中高等學校, 카가와켄 마이젠 주각코)는 1947년 4월 설립되어 2002년 4월 운영을 중단하였다. 카가와켄 메이젠 중학교는 1956년에 설립되었고, 2002년에 마지막으로 학생들을 입학시키고 2004년에 폐교했다.

## 스포츠 클럽

### 야구부
에이메이 고등학교 야구부는 2005년에 설립되었다. 창립 6년차에 가가와현 대회에서 우승하여 2010년 전국 고등학교 선수권 대회에 출전할 자격을 얻었다. 에이메이 고등학교는 하치노헤 공과대학 부속 제 1 고교와의 1라운드 경기에서 5회 4점을 내주었지만 6회 동점을 만들었다. 하지만 8회에도 4점을 더 내주며 4-8로 패배했다.
2011년, 에이메이 고등학교는 에이스 투수 마쓰모토 류야가 이끄는 전국대회 2라운드에 진출했다. 에이메이는 1차전에서 오키나와 현 이토만 고등학교를 4-1로 이겼으나, 2차전에서 아키타현 노시로 쇼요 고등학교에 0-2로 패배했다.

### 그 외
- 육상 경기
  - 전국 고등 학교 여자 구간 마라톤 대회 출전 19회 (최고 8위)
- 농구[11]
  - 전국 고교 총체 출전
  - 전국 고등학교 여자 농구 대회 우승 대회 (출전 20회)
- 배구
  - 전국 고등학교 여자 배구대회 우승 대회 (출전 4회)